# Distrito de Saboga
El distrito de Saboga fue un antiguo distrito del departamento de Panamá (perteneciente al Estado Soberano de Panamá), que comprendía las islas de Saboga, Pacheca, Pachequilla, Bolaños, Membrillo, Cazalla, Jibraléon, Bayoneta, Minagrande y Minita del archipiélago de las Perlas (en el golfo de Panamá). Tuvo como cabecera al pueblo de Saboga.
El distrito fue creado mediante la Ley 18 del 31 de enero de 1877, que también creó el distrito de San Miguel, si bien ambos fueron abolidos en 1882 para recrear la comarca de Balboa de la cual habían surgido.